# مهرجان كان السينمائي 2009
مهرجان كان السينمائي لعام 2009 هو الدورة الـ62 للمهرجان عقد في 13 إلى 24 مايو من عام 2009، حصل فيلم «الشريط الأبيض» للمخرج النمساوي مايكل هاينيكي على السعفة الذهبية.